# Noul Abdali

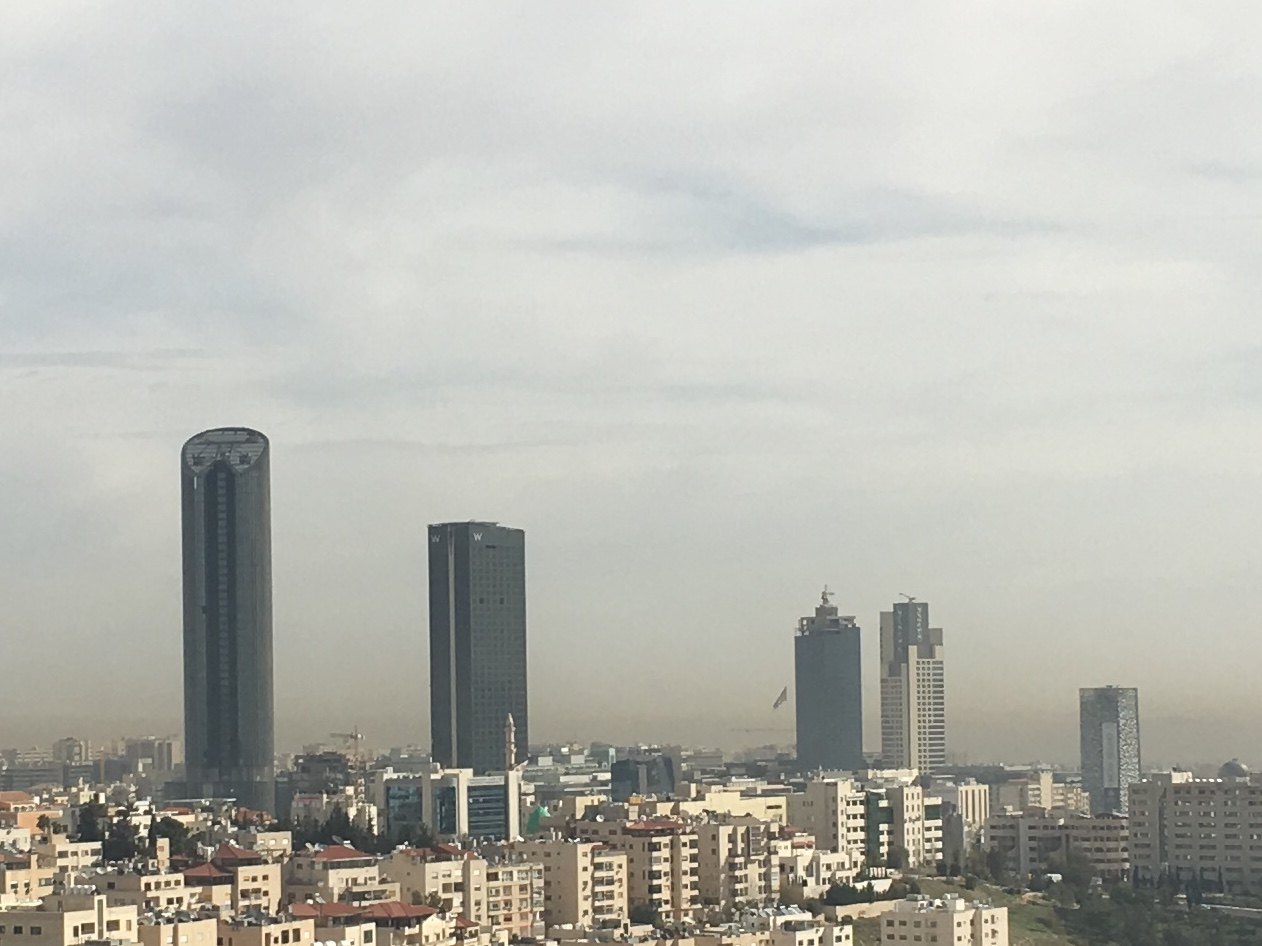
Abdali din 2018

Noul Abdali este un cartier din districtul Amman, Iordania. Planul său de dezvoltare, lansat în 2005, constând în hoteluri, apartamente, birouri, puncte de vânzare comerciale și divertisment care urmează să fie dezvoltat pe 384.000m2 de teren, cu intenția de a crea o suprafață totală construită de peste 2.000.000 metri pătrați (0,77 mi2).
Prima fază a proiectului este aproape finalizată, a doua fază fiind încă în așteptare.

## Istorie
Ideea proiectului a fost concepută la începutul anilor 2000 în timpul unei întâlniri între prim-ministrul libanez de atunci și magnatul de afaceri Rafic Hariri și Regele Abdullah.

### Componentele proiectului

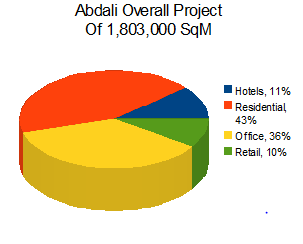
O reprezentare grafică a zonei construite a proiectului.

Sursă:

#### Faza I
Acesta este imaginat ca centru comercial și de afaceri al Amman. Faza I conține următoarea zonă construită:
- Rezidențial 287.000 metri pătrați (28%)
- Birouri 363.000 metri pătrați (35%)
- Hoteluri 111.000 metri pătrați (11%)
- Retail 273.000 metri pătrați (26%)

Total: 1.034.000 metri pătrați

#### Faza a II-a
Acesta este prevăzut cu un parc verde central. Faza II conține următoarea zonă construită:
- Hoteluri 62.000 metri pătrați (9%)
- Retail 47.000 metri pătrați (6%)
- Rezidențial 457.000 metri pătrați (63%)
- Birouri 156.000 mp (22%)

Total: 722.000 metri pătrați

#### Proiect general
- Hoteluri 173.000 metri pătrați (10%)
- Retail 320.000 metri pătrați (18%)
- Rezidențiale 744.000 metri pătrați (42%)
- Birouri 519.000 metri pătrați (30%)

Total: 1.756.000 metri pătrați

## Recepție
Dezvoltarea Abdali a fost criticată ca creând o „enclavă urbană” neoliberală, al cărui design „autocentric” „îi exclude în esență pe cei care nu au acces la un vehicul privat”.

## Galerie

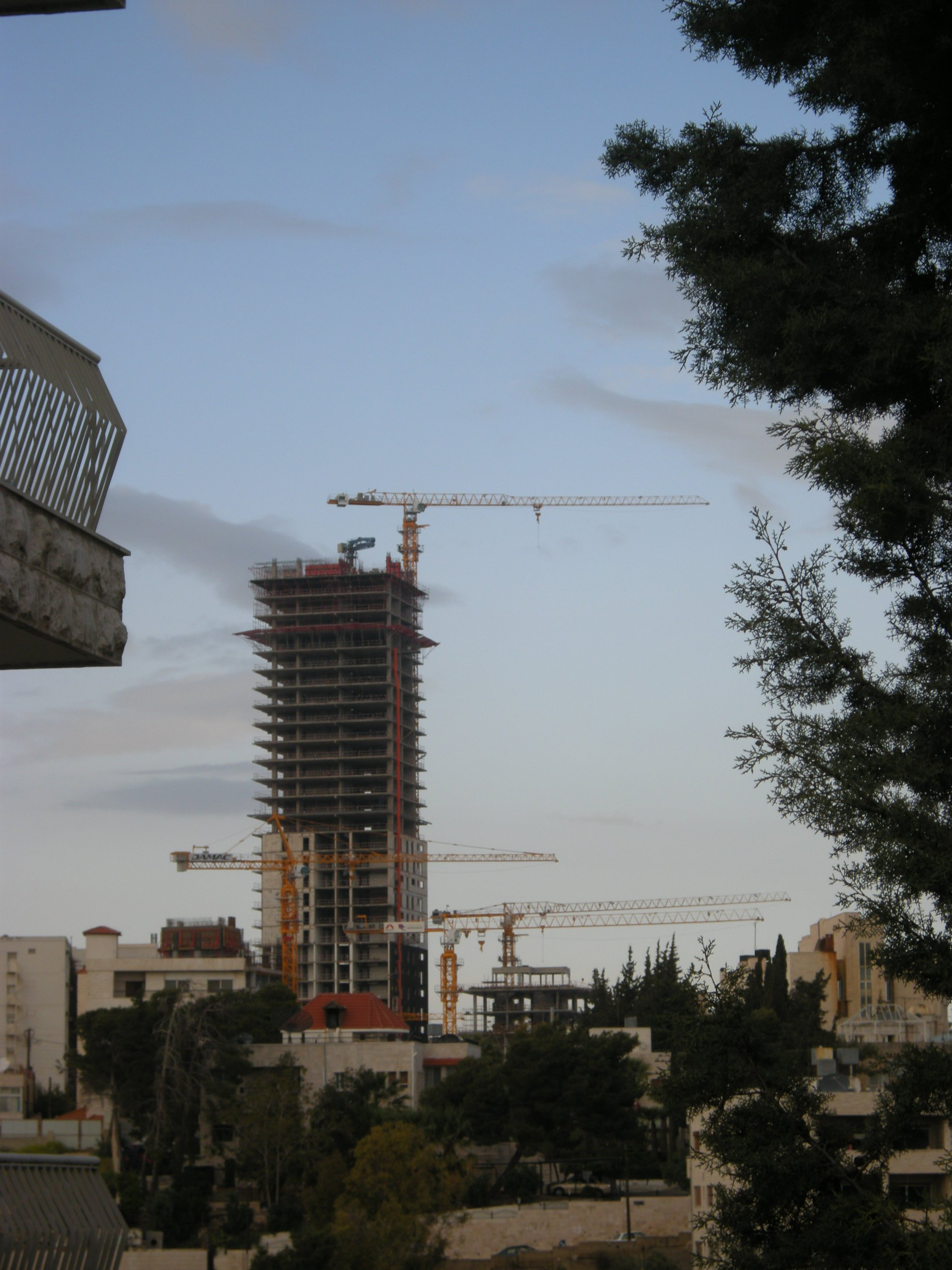
Una dintre clădirile din martie 2010
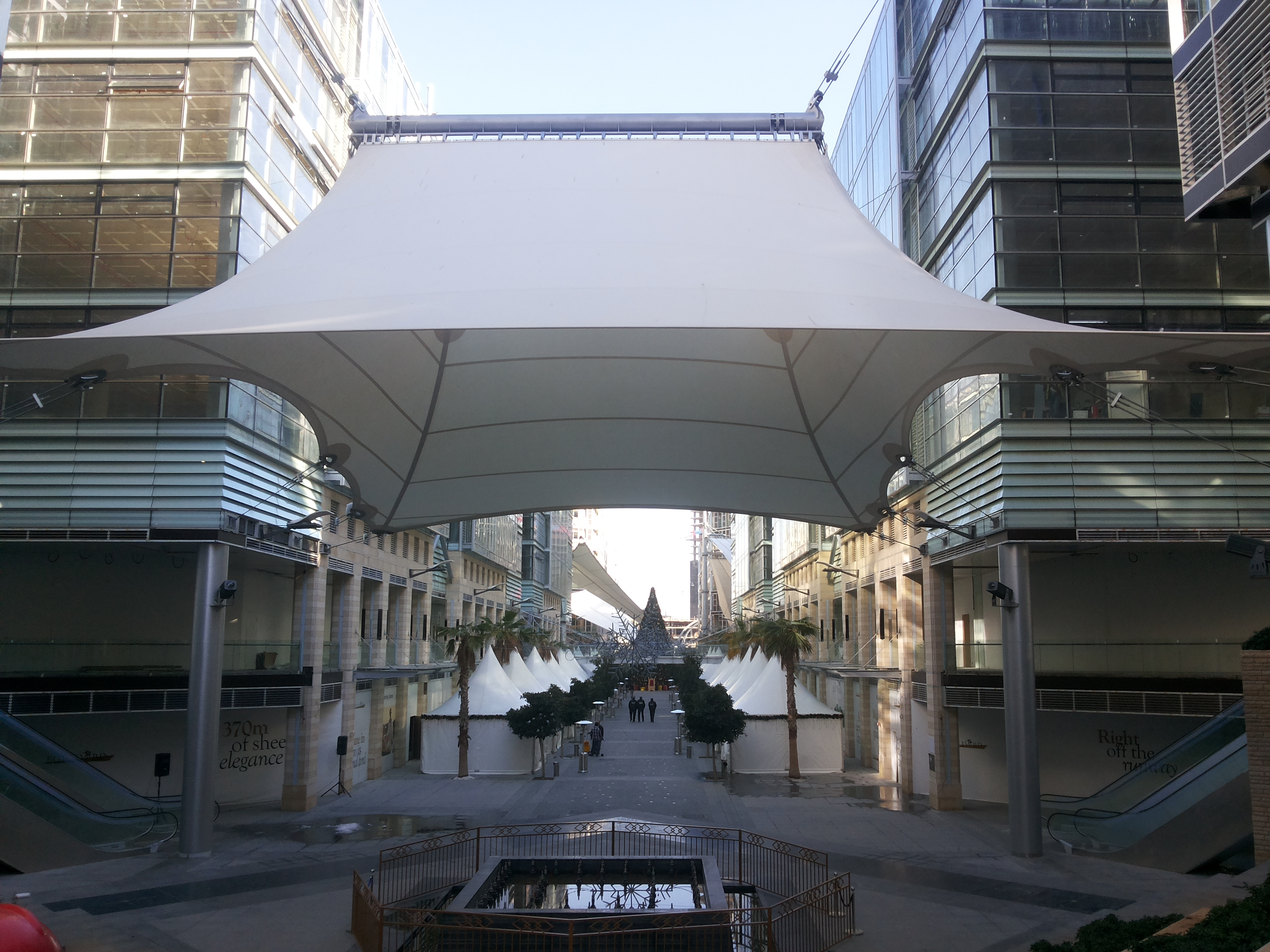
Bulevardul
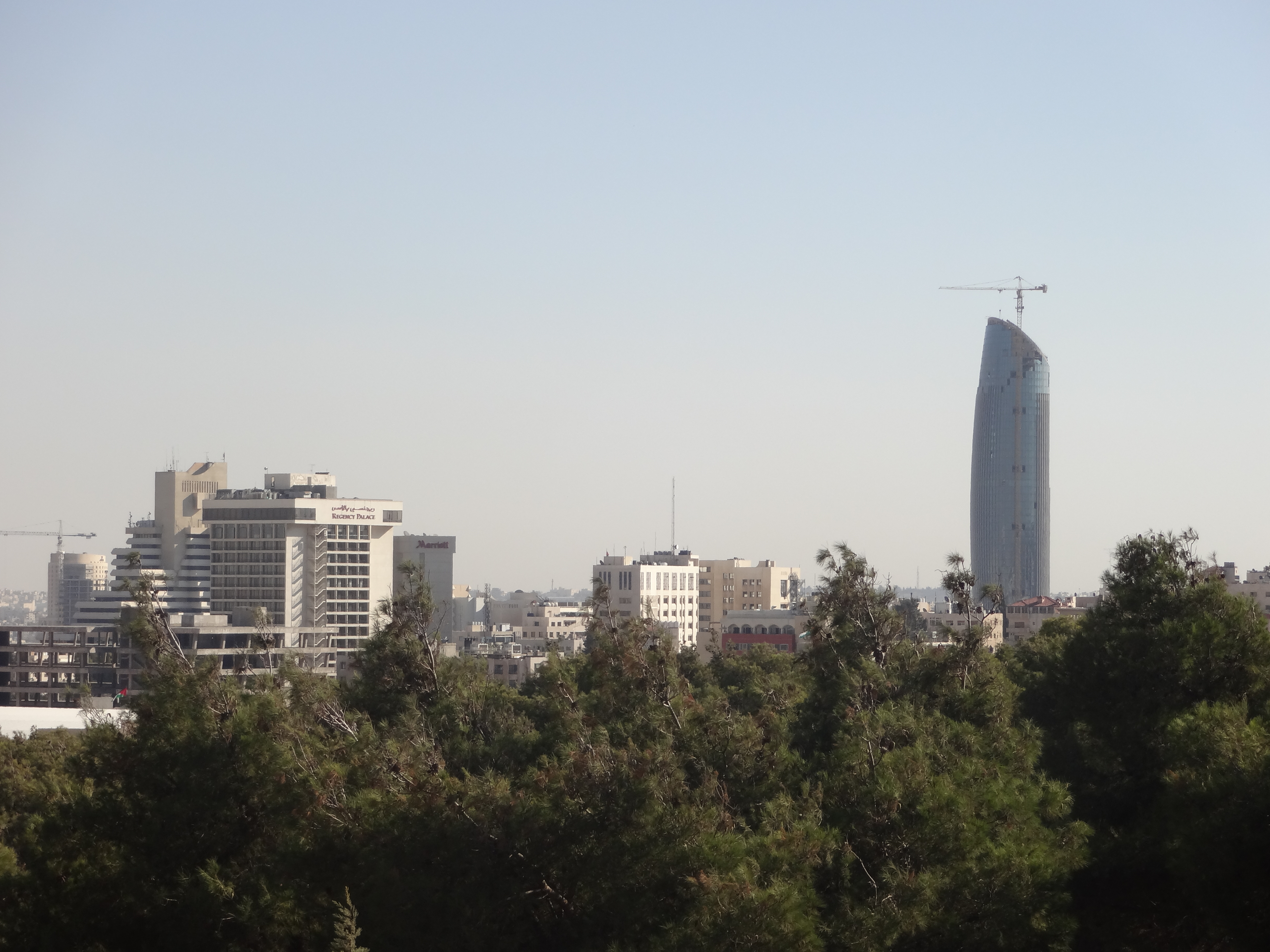
Vedere a Hotelului Amman Rotana
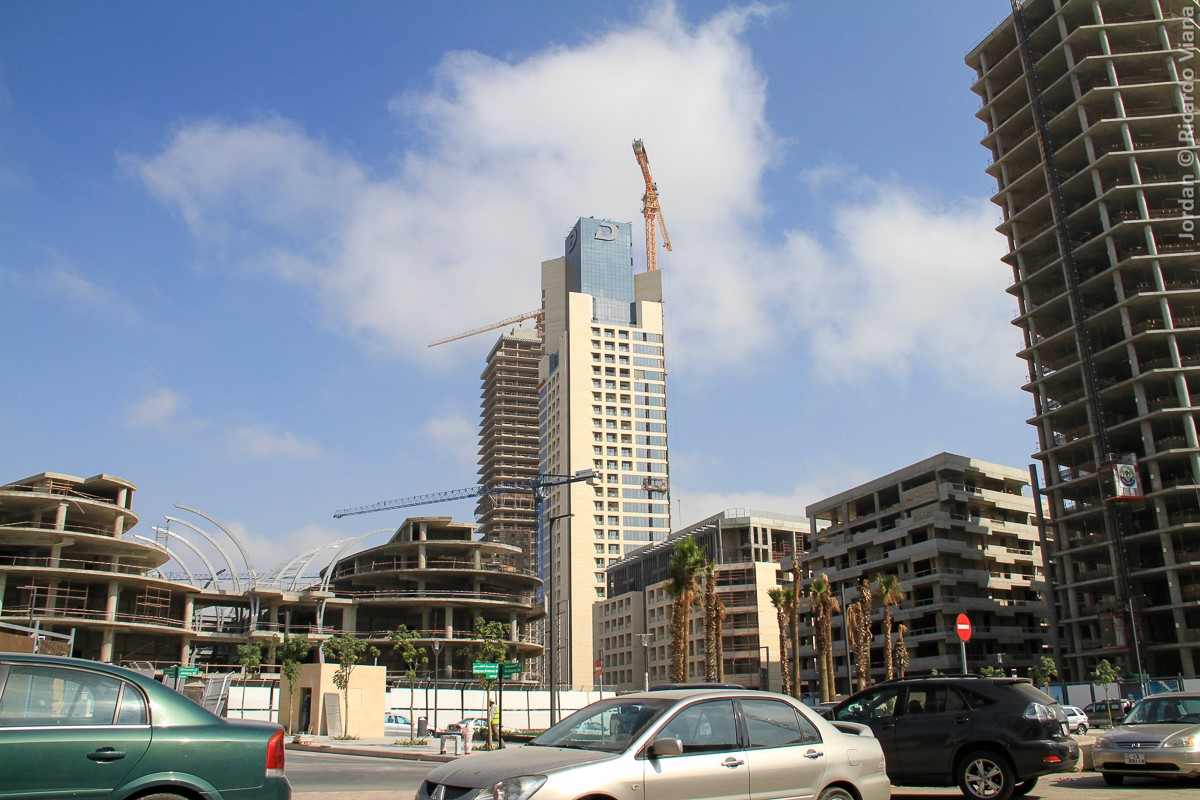
Partea de est a proiectului Abdali în 2013
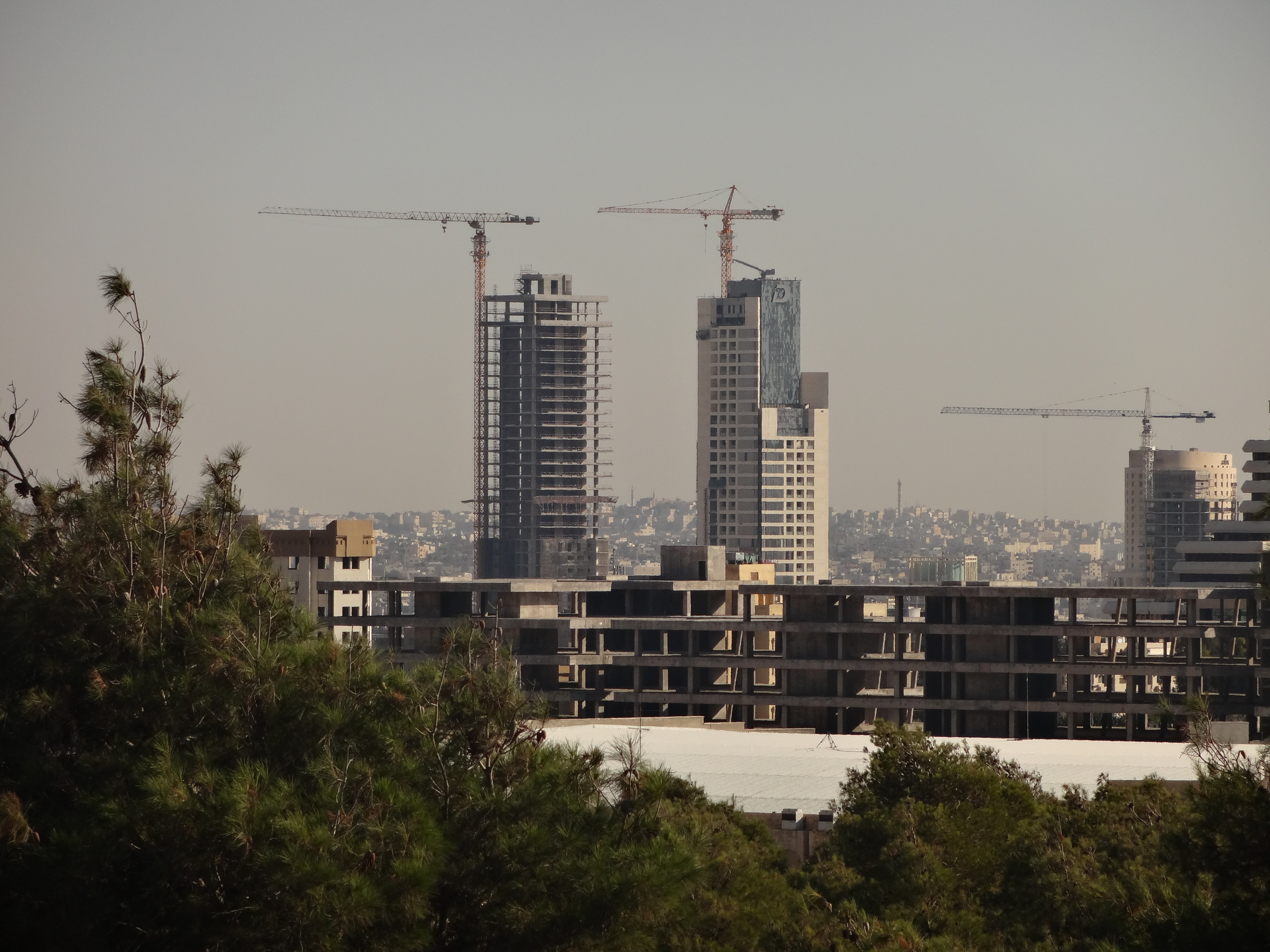
Partea de est a proiectului Abdali